# Corpo ordenado
Em matemática, um corpo ordenado é um corpo no qual existe uma relação de ordem total, e em que as operações binárias do corpo são compatíveis com essa relação de ordem.

## Definição
{\displaystyle (K,+,\times ,\leq )\,} é um corpo ordenado se:
- {\displaystyle (K,+,\times )\,} é um corpo
- {\displaystyle \leq \,} é uma relação de ordem total em K
- {\displaystyle \forall a,b,c,\ (a\leq b\rightarrow a+c\leq b+c)\,}
- {\displaystyle \forall a,b\ (0\leq a\land 0\leq b\rightarrow 0\leq a\ b)\,}

Destes axiomas pode-se deduzir que, se {\displaystyle a\leq b\land c\leq d\,}, então {\displaystyle a+c\leq b+c} e {\displaystyle c+b\leq d+b\,}, portanto (pelos axiomas da adição e pela transitividade da relação de ordem) {\displaystyle a+c\leq b+d\,}.
Então, temos que o subconjunto {\displaystyle K^{+}=\{x\in K|0\leq x\}\,} é fechado para as operações de soma e produto.

## Definição alternativa
Uma outra forma de definir um corpo ordenado parte do subconjunto dos números positivos. Temos então:
- Seja K um corpo, e {\displaystyle K^{+}\,} um subconjunto de K (chamado de conjunto dos números positivos) satisfazendo as seguintes propriedades:
  - Para cada elemento x de K, exatamente uma das três condições seguintes é valida: {\displaystyle x=0\lor x\in K^{+}\lor (-x)\in K^{+})\,}
  - {\displaystyle K^{+}\,} é fechado para as operações de soma e produto, ou seja, {\displaystyle \forall x,y\in K^{+},(x+y\in K^{+}\land xy\in K^{+})\,}
- Então a relação {\displaystyle x<y\,\iff y-x\in K^{+}\,} faz com que K se torne um corpo ordenado.

## Propriedades
- O quadrado de qualquer elemento não nulo é positivo. A prova é simples: seja x = a2. Então temos que a = 0, a é positivo, ou -a é positivo. a não pode ser zero, porque a² não é zero. Se a for positivo, então a . a = x é positivo. Se a é negativo, então -a é positivo, e x = (-a) . (-a) é positivo.[1]
- Um corolário é que 1 é positivo.[1]
- Outro corolário é que o corpo tem característica zero. Por indução, prova-se que n . 1 (definido intuitivamente como 1 + 1 + ... + 1 (n vezes)) é positivo, mas p . 1 = 0 em corpos de característica p (p primo).[1]
- Todo subcorpo também é um corpo ordenado, com a mesma relação de ordem.[1]
- A soma de um número qualquer de quadrados em um corpo ordenado é diferente de -1. Esta propriedade é óbvia, mas o interessante é que uma forma de recíproca é verdadeira: se um corpo tem a propriedade de que nenhuma soma de quadrados é igual a -1 (ou seja, é um corpo formalmente real), então este corpo admite uma relação de ordem (não necessariamente única) que o torna um corpo ordenado. A demonstração desta propriedade é feita pelo Lema de Zorn.[2] Este teorema foi demonstrado por Artin e Schreier.[1]
- Obviamente, se C for uma extensão de um corpo ordenado K e que contém um elemento i tal que i2 = -1, então C não é um corpo ordenado. Ou seja, nenhum corpo algebricamente fechado é ordenado. Porém se C é um corpo algebricamente fechado que é uma extensão própria finita de um corpo K, então para {\displaystyle i\in C\,} temos que C = K(i) e K pode ser dotado de uma ordem para torná-lo um corpo ordenado. Este teorema foi demostrado por Artin.[1]

## Exemplos
- {\displaystyle \mathbb {Q} \,}, o corpo dos números racionais e {\displaystyle \mathbb {R} \,}, o corpo dos números reais [carece de fontes?]
- O corpo das funções racionais pode ser dotado de uma relação de ordem que o torna um corpo ordenado. Esta relação é definida ao fazer a função racional f(x) = x ser infinitamente grande, ou seja, x > 1, x > 2, etc. Este corpo ordenado é não-arquimediano. A função racional g(x) = 1/x é um infinitésimo.[3]
- O corpo de Levi-Civita, formado por expressões da forma {\displaystyle x=x_{q_{1}}\epsilon ^{q_{1}}+x_{q_{2}}\epsilon ^{q_{2}}+x_{q_{3}}\epsilon ^{q_{3}}+\ldots \,} em que qj são números racionais crescentes e xq são números reais.[Nota 1] Este corpo é não-arquimediano, Cauchy completo e real fechado, e é a menor [Nota 2] extensão dos reais que tem estas três propriedades.[4]

## Valor absoluto
Em um corpo ordenado, é possível definir uma função valor absoluto, que associa a cada elemento um elemento positivo ou zero, ou seja:
- |a| = a, se a ≥ 0 ou -a, se a <0

O valor absoluto tem as seguintes propriedades:
1. |a| = max(a, -a)
2. |a| = |-a|
3. |a b| = |a| |b|
4. |a + b| ≤ |a| + |b| (desigualdade triangular)
5. |a - b| ≥ | |a| - |b| |
6. Se r > 0, então |a - b| < r se, e somente se, a - r < b < a + r [5]